# Liste des villes fantômes du Colorado
Cet article recense les villes fantômes du Colorado, aux États-Unis.
Les villes fantômes du Colorado sont principalement de deux sortes : les villes minières abandonnées à la fermeture de leur mine et les villes agricoles des plaines de l'Est désertées par exode rural.

## Liste alphabétique
- Animas Forks, comté de San Juan
- Arapahoe, comté de Jefferson
- Ashcroft, comté de Pitkin
- Bakerville, comté de Clear Creek
- Bassick City, comté de Custer (voir Querida)
- Bonanza, comté de Saguache
- Buckskin Joe (Laurette, Lauret), comté de Park
- Calumet, comté de Huerfano
- Caribou, comté de Boulder
- Carrizo City, comté de Baca
- Carrizo Springs, comté de Baca
- Chihuahua, comté de Summit
- Chivington, comté de Kiowa
- Climax, comté de Lake
- Colfax, comté de Custer
- Copper City, comté de Baca
- Crystal, comté de Gunnison
- Dakan, comté de Douglas
- Dallas, comté d'Ouray
- Decatur, comté de Summit
- Dearfield, comté de Weld
- Dyersville, comté de Summit
- Eureka, comté de San Juan
- Fairmount, comté de Jefferson
- Galena, comté de Custer
- Geneva City, comté de Park
- Gilman, comté d'Eagle
- Gothic, comté de Gunnison
- Hamilton, comté de Park
- Howardsville (Bullion City), comté de San Juan
- Keota, comté de Weld
- Kokomo, comté de Summit
- Liberty, comté de Baca
- Ludlow, comté de Las Animas
- Manhattan, comté de Larimer
- McPhee, comté de Montezuma (submergée par le réservoir McPhee)
- Montezuma, comté de Summit
- Nevadaville, comté de Gilpin
- Oro City, comté de Lake
- Querida, comté de Custer
- Robinson, comté de Summit
- Rosita (en), comté de Custer
- Russell Gulch, comté de Gilpin
- St. Elmo, comté de Chaffee
- Saints John, comté de Summit
- Swandyke, comté de Summit
- Tarryall (fondée en 1859), comté de Park
- Tarryall (Puma City, fondée en 1896), est du comté de Park
- Tincup, comté de Gunnison
- Turret, comté de Chaffee
- Ula, comté de Custer
- Uravan, comté de Montrose

## Liste par comté
Comté de Baca
- Carrizo City
- Carrizo Springs
- Copper City
- Liberty

Comté de Boulder
- Caribou

Comté de Chaffee
- St. Elmo
- Turret

Comté de Clear Creek
- Bakerville

Comté de Custer
- Bassick City (voir Querida)
- Colfax
- Querida
- Rosita
- Ula
- Galena

Comté de Douglas
- Dakan

Comté d'Eagle
- Gilman

Comté d'Elbert
- Eastonville
- Fondis

Comté de Gilpin
- Nevadaville
- Russell Gulch

Comté de Gunnison
- Crystal
- Gothic
- Tincup

Comté de Huerfano
- Calumet

Comté de Jefferson
- Arapahoe
- Fairmount

Comté de Kiowa
- Chivington

Comté de Lake
- Climax
- Oro City

Comté de Larimer
- Manhattan

Comté de Las Animas
- Ludlow

Comté de Mesa
- Carpenter

Comté de Montezuma
- McPhee (submergée par le réservoir McPhee)

Comté de Montrose
- Uravan

Comté d'Ouray
- Dallas

Comté de Park
- Buckskin Joe (Laurette, Lauret)
- Geneva City
- Hamilton
- Tarryall (fondée en 1859)
- Tarryall (Puma City, fondée en 1896)

Comté de Pitkin
- Ashcroft

Comté de Saguache
- Bonanza

Comté de San Juan
- Animas Forks
- Eureka
- Howardsville (Bullion City)

Comté de Summit
- Chihuahua
- Decatur
- Dyersville
- Kokomo
- Montezuma
- Robinson
- Saints John
- Swandyke

Comté de Weld
- Dearfield
- Keota